# والتر إي. روجرز
والتر إي. روجرز (بالإنجليزية: Walter E. Rogers)‏ هو محامي وسياسي أمريكي، ولد في 19 يوليو 1908 في تيكساركانا في الولايات المتحدة، وتوفي في 31 مايو 2001 في نيبلز في الولايات المتحدة. حزبياً، نشط في الحزب الديمقراطي. وقد انتخب عضو مجلس النواب الأمريكي.